# Axenfeld-Riegers syndrom

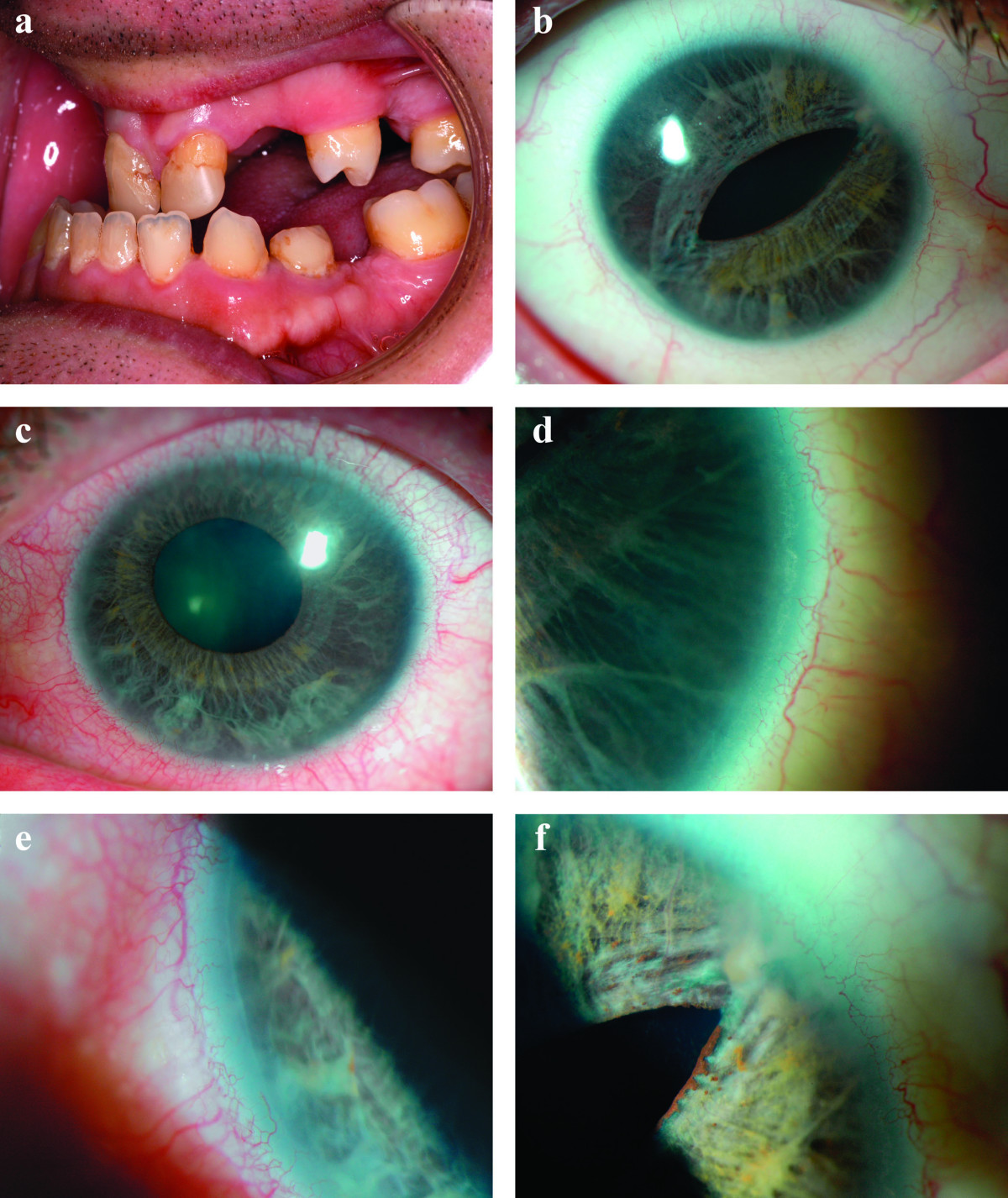
Exempel på Axenfeld-Riegers syndrom.

Axenfeld-Riegers syndrom är ett sjukdomstillstånd som kännetecknas av medfödda avvikelser i tänder och ögats främre del, men det kan även innebära avvikelser i andra organ. En vanlig komplikation vid Axenfeld-Riegers syndrom är grön starr (glaukom) som förekommer hos ungefär hälften av dem som utvecklat sjukdomen. Uppskattningsvis har 5 personer på 1 miljon syndromet i Sverige, alltså ungefär 40 personer på hela populationen. Behandling av sjukdomen kan till exempel innebära att barn får bära en lapp för det öga som har bättre syn för att stimulera det sämre. Sjukdomen är ärftlig.